# Neoherminia ferrigeralis
Neoherminia ferrigeralis là một loài bướm đêm trong họ Noctuidae.